# ピンキー (洗剤)
ピンキーは、かつて存在したライオンの洗濯用液体洗剤である。1972年（昭和47年）に粉末洗剤として発売され、2度の生産休止を経て、2006年（平成18年）1月から、インターネットの「ライオンオンラインショップ」で、「ピンキー ジェントルウォッシュ」として再発売されていた。

## 概要・略歴

### 粉末洗剤
1972年（昭和47年）にライオン油脂から発売され、1期と2期に分かれた。大型洗剤のみ。このブランドでは、酵素を配合した製品は登場しなかった。
第1期
- 1972年（昭和47年）、発売。
- 1975年（昭和50年）、コンパクト化した製品「ピンキー25」を発売。
- 1979年（昭和54年）、売り上げ低迷のため一度発売停止。同時にピンキー25も発売終了。

第2期
- 1983年（昭和58年）、漂白剤、柔軟剤を配合し、リン分をゼロにして発売。
- 1988年（昭和63年）、粉末洗剤は16年の歴史に幕を閉じた。

### 液体洗剤
- 2006年（平成18年）、「ピンキー ジェントルウォッシュ」として発売。
- 2008年（平成20年）1月、ピンキー全ての販売が終了。

「香りの洗剤」というキャッチコピーのもと、香りの成分を配合したり、柔軟成分を配合したりとの試行錯誤を繰り返して売られてきた。
3度目のリバイバル発売では小売店販売をせず、インターネット限定で発売するという異例の展開となった。「ドラム式洗濯機専用洗剤」として販売されていたが、同社が発売する他ブランドの洗剤（トップなど）でドラム式洗濯機に対応していることもあり、販売を終了した。

## 商品ラインナップ
ピンキー ジェントルウォッシュ
本体 750ml
つめかえ用 1400ml
なめらか効果のピンキー
大型洗剤、2.65kg
ピンキー25
コンパクト洗剤、1.65kg、100円お得、使用量は大型と同じ

## CMキャラクター
CMは粉末時代のみ放送されていた。
第1期
- 土田早苗（1972年（昭和47年））

第2期
- 純アリス（1983年（昭和58年） - 1984年（昭和59年））
- アグネス・チャン